# Glorieta de Pirámides
La glorieta de las Pirámides constituye el acceso este al puente de Toledo de Madrid, uno de los puentes históricos que salva el río Manzanares. Denominada inicialmente glorieta del Puente de Toledo, recibió su nombre de dos obeliscos construidos por Francisco Javier de Marietegui y erigidos en la plaza en 1831 (otras fuentes hablan de 1830). Actualmente, confluyen en la glorieta la calle de Toledo (antiguo paseo de los Ocho Hilos), el paseo de Yeserías (que corre paralelo al río Manzanares, hacia el sur), el paseo Imperial, el paseo de las Acacias (vía natural desde Atocha pasando por Acacias) y calle de Alejandro Dumas (anteriormente, calle de las Cambroneras) que discurre inicialmente paralela al río Manzanares hacia al norte, y de la cual sale poco después, a la izquierda, el paseo de los Melancólicos. El puente de Toledo conecta la glorieta con la del Marqués de Vadillo, al otro lado del Manzanares.

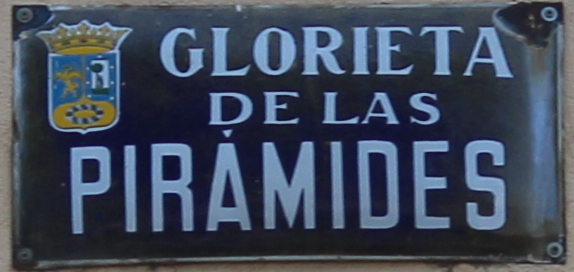
Placa de la glorieta.

## Denominación
La glorieta no recibió una denominación oficial hasta 1903, cuando fue incluida en el callejero oficial, con la denominación «glorieta del Puente de Toledo». Sin embargo, el 28 de diciembre de 1944, por acuerdo municipal su denominación pasó a ser la actual, debido a los monolitos erigidos en la glorieta en 1831.

## Características
La plaza forma parte del conjunto de proyectos urbanísticos llevados a cabo a finales del reinado de Fernando VII. En concreto, la urbanización fue planeada por Isidoro González Velázquez. La plaza posee en su rotonda central dos obeliscos gemelos desde 1831. Fueron elaborados con una mezcla de granito y caliza y tenían catorce metros de altura. Inicialmente, se había previsto que los monolitos portasen alusivas a la reina María Cristina y a la infanta Luisa Fernanda, que estaba a punto de nacer. Sin embargo, finalmente, no llevaron ninguna inscripción.

|                    |
| Monolito del Oeste |

|                   |
| Monolito del Este |

El aspecto arquitectónico actual de la glorieta data de la remodelación efectuada entre 1995 y 1996, en la que se creó una isleta central ajardinada en la que asientan los monolitos, que fueron restaurados, y una fuente instalada para constituir el acompañamiento de dichos elementos.